# Aladár Pege
Aladár Pege (ur. 8 października 1939 w Budapeszcie, zm. 23 września 2006) – węgierski muzyk jazzowy, znany z gry na kontrabasie.

## Życiorys
Jego ojciec (również Aladár Pege) był popularyzatorem węgierskiego jazzu oraz swingu w latach 40. Młody Aladár chodził do Szkoły Muzycznej im. Béla Bartóka w Miszkolcu. Studia muzyczne skończył w 1969 roku na Akademii Muzycznej Ferenca Liszta w Budapeszcie, gdzie w 1978 roku rozpoczął również pracę jako nauczyciel akademicki. W czasie swojej nauki, bo w roku 1963, sformował pierwszy kwartet jazzowy.
Przez całe życie udzielał wielu koncertów na Węgrzech i za granicą (m.in. w Polsce). W latach 1975–1978 mieszkał w Berlinie, w którym scena jazzowa była bardziej rozwinięta w owym czasie. Jednak dopiero znajomość z amerykańskim pianistą Walterem Norrisem przyniosła mu większy rozgłos za granicą. Sam pianista wychwalał styl Aladár, jako unikalne połączenie muzyki klasycznej, cygańskiej oraz jazzowej.
Aladár był laureatem wielu prestiżowych nagród, z których najbardziej znane to: Nagroda im. Ferenca Liszta (1977), Nagroda Zasłużonego Artysty Republiki Węgierskiej (1986), Nagroda Emerton (2000) czy Nagroda im. Kossutha (2002).

## Wybrana dyskografia[3]
- Bass on top (1965)
- Montreux Inventions (1970)
- Synchronicity (1979); razem z Walter Norris
- Winter Rose (1980); razem z Walter Norris
- Live (1982)
- Solo Bass (1982)
- Aladár Pege Live, Solo Bass Vol. II (1984)
- The Virtuoso Double Bass Of Aladár Pege (1984)
- Rolltreppe (1986); razem z Fritz Pauer
- International Jazz Workshop (1988)
- Take 4 (1995); razem z Gyula Babos, Imre Kőszegi oraz Rudolf Tomsits
- Take More (1996); razem z Gyula Babos, Imre Kőszegi, Rudolf Tomsits, oraz Sandy Patton
- Ace Of Bass (1997)
- Music for Everybody (2002)[4]